# Chiara Colosimo
Chiara Colosimo (Roma, 2 giugno 1986) è una politica italiana, dal 13 ottobre 2022 deputata alla Camera per Fratelli d'Italia e dal 23 maggio 2023 presidente della Commissione parlamentare antimafia.

## Biografia
Figlia di un neuroradiologo e di una microbiologa, cresciuta nel quartiere romano della Balduina, dopo aver conseguito la maturità classica al Convitto Nazionale Vittorio Emanuele II di Roma con 86/100, intraprende il corso di laurea in scienze politiche presso la LUISS Guido Carli di Roma, senza terminare gli studi.
Ha lavorato come addetta alle relazioni esterne e consulente del gruppo parlamentare di Fratelli d'Italia. Attualmente sposata, la sua carriera extra-politica si concentra sulle Relazioni Istituzionali.

### Attività politica giovanile
Si avvicina alla politica durante gli anni del liceo, diventando rappresentante nella Consulta provinciale degli studenti nel 2003, aderendo ad Azione Studentesca, movimento studentesco di Alleanza Nazionale (AN), frequentando la sede della Garbatella e diventando l’anno successivo vicepresidente della Consulta di Roma. Suo riferimento politico è Fabio Rampelli, fondatore della comunità-corrente dei Gabbiani della sezione romana ex MSI di Colle Oppio e mentore anche di Giorgia Meloni.

### Consigliere regionale del Lazio
Nel 2009 aderisce alla confluenza di AN nel Popolo della Libertà (PdL), venendo nominata presidente regionale nel Lazio della Giovane Italia (GI), l'organizzazione giovanile del PdL, con cui alle elezioni regionali nel Lazio del 2010 si candida nel listino Per il Lazio, a sostegno della candidata presidente di centro-destra Renata Polverini, venendo eletta nel consiglio regionale del Lazio, di cui nel 2011 diventa presidente della Commissione consiliare Mobilità.
Nel settembre 2012, a margine di una polemica nella quale le si rimproverava di aver rilasciato, nella sede dell'ex MSI della Garbatella e in occasione della campagna elettorale di due anni prima, delle dichiarazioni avendo come sfondo un manifesto con l'immagine del fondatore della Guardia di Ferro romena Corneliu Zelea Codreanu, ha affermato di non avere "alcuna difficoltà a condannare, 'senza se e senza ma' il nazismo ed il fascismo". 
A dicembre 2012, assieme a diversi dirigenti della GI, partecipa alla scissione del PdL guidata da Giorgia Meloni, Ignazio La Russa e Guido Crosetto che porta alla nascita di Fratelli d'Italia (FdI), di cui diventa fin da subito una dirigente nazionale. 
Nel 2013 viene sia candidata alle elezioni politiche alla Camera dei deputati, tra le liste di FdI nella circoscrizione Lazio 1, che ricandidata alle regionali laziali, tra le liste di Fratelli d'Italia nella circoscrizione Roma a sostegno della mozione di Francesco Storace, risultando non eletta in entrambe le occasioni, nella seconda raccogliendo solo 931 preferenze.
Alle regionali nel Lazio del 2018 si ricandida con FdI, a sostegno della mozione di Stefano Parisi, venendo questa volta rieletta nella circoscrizione di Roma con 10.895 preferenze in consiglio regionale, dov'è presidente della Commissione consiliare trasparenza e pubblicità e vicepresidente Commissione speciale per l'emergenza per la pandemia da COVID-19. Tra le sue iniziative legislative ha presentato proposte di legge mirate a migliorare l'integrazione socio-sanitaria delle persone con disabilità "non collaboranti" e a promuovere interventi a sostegno delle famiglie dei minori nello spettro autistico, che hanno trovato concretizzazione nella legge regionale n.7 del 22 ottobre 2018. 

### Presidente della Commissione antimafia
Alle elezioni politiche anticipate del 2022 viene candidata alla Camera dei deputati nel collegio uninominale Lazio 2 - 03 (Latina), sostenuta dalla coalizione di centro-destra in quota Fratelli d'Italia, risultando eletta deputata con il 54,51% dei voti e superando i candidati del centro-sinistra Tommaso Malandruccolo (19,58%) e del Movimento 5 Stelle Gianluca Bono (15,64%). Nella XIX legislatura è membro della 12ª Commissione Affari sociali ed è stata segretaria dell'ufficio di presidenza della Camera fino alla sua elezione a presidente della Commissione parlamentare antimafia, eletta il 23 maggio 2023 con 29 voti su 50.
La sua elezione è stata criticata a causa di rapporti tenuti con l'ex terrorista neofascista dei NAR Luigi Ciavardini, condannato per la strage di Bologna. In seguito alla protesta contro la sua elezione da parte di diversi familiari di vittime di mafia e stragi terroristiche (tra cui Salvatore Borsellino), quasi tutte le forze di opposizione non hanno partecipato alla votazione in segno di protesta. Colosimo da parte sua ha dichiarato di aver incontrato Ciavardini per il ruolo di quest'ultimo come presidente di un'associazione che si occupa di recupero degli ex detenuti.